# Distretto di Gölbaşı (Ankara)
Il distretto di Gölbaşı (in turco Gölbaşı ilçesi) è uno dei distretti della provincia di Ankara, in Turchia. Parte del distretto è compresa nel comune metropolitano di Ankara.